# Guido Leser
Guido Leser (* 16. Oktober 1883 in Heidelberg; † 26. Oktober 1942 in Berlin) war ein deutscher Richter und liberaler Politiker jüdischer Herkunft.

## Leben
Leser war der Sohn des Professors für Nationalökonomie Emanuel Leser (1849–1914). Er studierte Rechtswissenschaft und wurde an der Universität Leipzig promoviert.
Leser war mit dem Rechtsphilosophen und späteren SPD-Reichsjustizminster Gustav Radbruch befreundet, den er dazu bewog, sich als „demokratisches Mitglied“ in die Heidelberger Kommunalkörperschaft wählen zu lassen. Sich öffentlich zur SPD zu bekennen, der Radbruchs Sympathie galt, war ohne Gefährdung seiner akademischen Laufbahn damals noch nicht möglich.
Leser selbst trat in den Justizdienst ein und wurde 1919 zum Amtsgerichtsrat in Mannheim, später in Heidelberg ernannt.
Leser schloss sich der im November 1918 gegründeten Deutschen Demokratischen Partei (DDP) an und wurde für diese im Januar 1919 als Abgeordneter in die badische Verfassunggebende Nationalversammlung gewählt, die bis 1921 als badischer Landtag fungierte.
Nach der „Machtergreifung“ der Nationalsozialisten wurde Leser ebenso wie sein älterer Bruder Walter, der Richter am Landgericht Mannheim war, und andere jüdische Richter und Beamte aus dem Amt entlassen. Er siedelte daraufhin nach Berlin über. Während er seinem Sohn Konrad noch die Emigration ermöglichte, konnte er selbst sich zur Auswanderung nicht entschließen. Als im Oktober 1942 die Deportation ins KZ Theresienstadt verfügt wurde, wählten Leser und seine Frau den Freitod.